# Gare de N'Sigha
La gare de N'Sigha est une ancienne gare ferroviaire algérienne située sur le territoire de la commune d'El M'Ghair, dans la wilaya d'El M'Ghair, au nord-est du Sahara algérien.

## Situation ferroviaire
La gare est située sur la ligne d'El Guerrah à Touggourt, où elle est précédée de la gare de Still et suivie de celle d'El M'Ghair.